# Top 12 2011/12 (Frauen)
Die Top 12 2011/12 war die zehnte französische Mannschaftsmeisterschaft im Schach der Frauen.
Meister wurde der Club de Vandœuvre-Echecs, während sich der Titelverteidiger Évry Grand Roque mit dem dritten Platz begnügen musste. Aus der Nationale I waren der C.E. de Bois-Colombes, der Club de Lutèce Echecs, der Club d'Echecs d'Annemasse und der Club de Marseille Echecs aufgestiegen. Während Annemasse und Bois-Colombes den Klassenerhalt erreichten, musste Lutèce und Marseille zusammen mit dem Club de Les Tours de Haute Picardie und der Association Cannes-Echecs direkt wieder absteigen.
Zu den gemeldeten Mannschaftskadern siehe Mannschaftskader der Top 12 2011/12 (Frauen).

## Spieltermine
Die Vorrunde fand statt vom 20. bis 22. Januar 2012; die Wettkämpfe der Groupe A wurden zentral in Évry ausgerichtet, die Wettkämpfe der Groupe B in Montpellier. Die Finalrunde wurde am 23. und 24. Juni in Saint-Quentin gespielt.

## Modus
Die zwölf teilnehmenden Vereine wurden in zwei Sechsergruppen (Groupe A und Groupe B) eingeteilt und spielten in diesen ein einfaches Rundenturnier. Über die Platzierung entschied zunächst die Anzahl der Mannschaftspunkte (3 Punkte für einen Sieg, 2 Punkte für ein Unentschieden, 1 Punkt für eine Niederlage, 0 Punkte für eine kampflose Niederlage), anschließend der direkte Vergleich, danach die Differenz zwischen Gewinn- und Verlustpartien und letztendlich die Zahl der Gewinnpartien. Die beiden Letzten jeder Gruppe stiegen in die Nationale I ab, während sich die beiden Ersten jeder Gruppe für die Finalrunde qualifizierten. Diese wurde im k.-o.-System ausgetragen, wobei auch der dritte Platz ausgespielt wurde.

## Vorrunde

### Gruppeneinteilung
Die 12 Mannschaften wurden wie folgt in die zwei Vorrunden eingeteilt:
| Groupe A                                 | Groupe B                       |
| ---------------------------------------- | ------------------------------ |
| Évry Grand Roque (1)                     | Association Cannes-Echecs (2)  |
| Club de Bischwiller (4)                  | Club de Montpellier Echecs (3) |
| Club de L'Echiquier Naujacais (B3)       | Club de Vandœuvre-Echecs (A3)  |
| Club de Les Tours de Haute Picardie (A4) | Club de Mulhouse Philidor (B4) |
| C.E. de Bois-Colombes (N)                | Club d'Echecs d'Annemasse (N)  |
| Club de Lutèce Echecs (N)                | Club de Marseille Echecs (N)   |

Anmerkung: Die Vorjahresplatzierung sowie die zugehörige Gruppe wird eingeklammert angegeben. Bei den vier Halbfinalisten ist die genaue Platzierung (zwischen 1 und 4) angegeben, bei den Aufsteigern „N“.

### Groupe A
Vor der letzten Runde hatte sich Évry bereits den Einzug ins Halbfinale gesichert, während alle übrigen Entscheidungen noch offen waren. Letztendlich sicherte sich Naujac den zweiten Platz dank der besseren Brettpunkte gegenüber Bischwiller, während Bois-Colombes mit einem Unentschieden gegen Haute Picardie den Klassenerhalt erreichte.

#### Abschlusstabelle
| Pl. | Verein                              | Sp | G | U | V | MP | Brett-P. |
| --- | ----------------------------------- | -- | - | - | - | -- | -------- |
| 01. | Évry Grand Roque (M)                | 5  | 5 | 0 | 0 | 15 | 16:0     |
| 02. | Club de L'Echiquier Naujacais       | 5  | 3 | 1 | 1 | 12 | 10:6     |
| 03. | Club de Bischwiller                 | 5  | 3 | 1 | 1 | 12 | 9:7      |
| 04. | C.E. de Bois-Colombes (N)           | 5  | 1 | 1 | 3 | 8  | 5:13     |
| 05. | Club de Lutèce Echecs (N)           | 5  | 1 | 0 | 4 | 7  | 6:11     |
| 06. | Club de Les Tours de Haute Picardie | 5  | 0 | 1 | 4 | 6  | 5:14     |

#### Entscheidungen
|     | qualifiziert für das Halbfinale: Évry Grand Roque, Club de L'Echiquier Naujacais         |
|     | Absteiger in die Nationale I: Club de Lutèce Echecs, Club de Les Tours de Haute Picardie |
| (M) | Meister der letzten Saison                                                               |
| (N) | Aufsteiger der letzten Saison                                                            |

#### Kreuztabelle
| Ergebnisse | Ergebnisse                          | 01. | 02. | 03. | 04. | 05. | 06. |
| ---------- | ----------------------------------- | --- | --- | --- | --- | --- | --- |
| 01.        | Évry Grand Roque                    |     | 2:0 | 2:0 | 4:0 | 4:0 | 4:0 |
| 02.        | Club de L'Echiquier Naujacais       | 0:2 |     | 2:2 | 3:0 | 2:1 | 3:1 |
| 03.        | Club de Bischwiller                 | 0:2 | 2:2 |     | 3:1 | 2:1 | 2:1 |
| 04.        | C.E. de Bois-Colombes               | 0:4 | 0:3 | 1:3 |     | 2:1 | 2:2 |
| 05.        | Club de Lutèce Echecs               | 0:4 | 1:2 | 1:2 | 1:2 |     | 3:1 |
| 06.        | Club de Les Tours de Haute Picardie | 0:4 | 1:3 | 1:2 | 2:2 | 1:3 |     |

### Groupe B
Während die beiden Absteiger schon vor der letzten Runde feststanden, fielen die Entscheidungen über die beiden Halbfinalteilnehmer erst in zwei direkten Vergleichen der letzten Runde. Annemasse sicherte sich durch einen Sieg gegen Mulhouse den Gruppensieg, während Vandœvre durch ein Unentschieden gegen Montpellier den zweiten Platz behauptete.

#### Abschlusstabelle
| Pl. | Verein                        | Sp | G | U | V | MP | Brett-P. |
| --- | ----------------------------- | -- | - | - | - | -- | -------- |
| 01. | Club d'Echecs d'Annemasse (N) | 5  | 4 | 1 | 0 | 14 | 12:3     |
| 02. | Club de Vandœuvre-Echecs      | 5  | 3 | 1 | 1 | 12 | 11:5     |
| 03. | Club de Montpellier Echecs    | 5  | 1 | 4 | 0 | 11 | 9:7      |
| 04. | Club de Mulhouse Philidor     | 5  | 2 | 1 | 2 | 10 | 10:10    |
| 05. | Association Cannes-Echecs     | 5  | 1 | 1 | 3 | 8  | 7:11     |
| 06. | Club de Marseille Echecs (N)  | 5  | 0 | 0 | 5 | 5  | 2:15     |

#### Entscheidungen
|     | qualifiziert für das Halbfinale: Club d'Echecs d'Annemasse, Club de Vandœuvre-Echecs |
|     | Absteiger in die Nationale I: Association Cannes-Echecs, Club de Marseille Echecs    |
| (N) | Aufsteiger der letzten Saison                                                        |

#### Kreuztabelle
| Ergebnisse | Ergebnisse                 | 01. | 02. | 03. | 04. | 05. | 06. |
| ---------- | -------------------------- | --- | --- | --- | --- | --- | --- |
| 01.        | Club d'Echecs d'Annemasse  |     | 1:0 | 1:1 | 3:1 | 4:0 | 3:1 |
| 02.        | Club de Vandœuvre-Echecs   | 0:1 |     | 2:2 | 3:1 | 2:1 | 4:0 |
| 03.        | Club de Montpellier Echecs | 1:1 | 2:2 |     | 2:2 | 2:2 | 2:0 |
| 04.        | Club de Mulhouse Philidor  | 1:3 | 1:3 | 2:2 |     | 3:1 | 3:1 |
| 05.        | Association Cannes-Echecs  | 0:4 | 1:2 | 2:2 | 1:3 |     | 3:0 |
| 06.        | Club de Marseille Echecs   | 1:3 | 0:4 | 0:2 | 1:3 | 0:3 |     |

## Endrunde

### Übersicht
|  | Halbfinale                    | Halbfinale                |                               |   | Finale | Finale |
|  |                               |                           |                               |   |        |        |
|  | Évry Grand Roque              | 1                         |                               |   |        |        |
|  | Club de Vandœuvre-Echecs      | 2                         |                               |   |        |        |
|  |                               |                           |                               |   |        |        |
|  |                               |                           |                               |   |        |        |
|  | Club de Vandœuvre-Echecs      | 3                         |                               |   |        |        |
|  |                               | Club d'Echecs d'Annemasse | 1                             |   |        |        |
|  |                               |                           |                               |   |        |        |
|  | Spiel um Platz drei           |                           |                               |   |        |        |
|  |                               |                           | Évry Grand Roque              | 1 |        |        |
|  | Club d'Echecs d'Annemasse     | 2                         | Club de L'Echiquier Naujacais | 1 |        |        |
|  | Club de L'Echiquier Naujacais | 2                         |                               |   |        |        |

### Entscheidungen
|  | Französischer Mannschaftsmeister: Club de Vandœuvre-Echecs |

### Halbfinale
In beiden Halbfinalwettkämpfen gab es enge Entscheidungen. Der Titelverteidiger Évry scheiterte trotz eines Sieges am Spitzenbrett an Vandœuvre, während der Wettkampf zwischen Annemasse und Naujac unentschieden endete, Annemasse aber durch den Sieg am Spitzenbrett das Finale erreichte.

### Finale und Spiel um Platz 3
Im Finale nahm Vandœuvre erfolgreich Revanche für die Vorrundenniederlage gegen Annemasse, während im Spiel um Platz 3 Naujac gegen die favorisierte Mannschaft aus Évry ein Unentschieden erreichte, dieser aber dennoch den dritten Platz überlassen musste, da Évry bei einem Remis am Spitzenbrett am zweiten Brett siegte.

## Die Meistermannschaft
| 1.            | Club de Vandœuvre-Echecs                                            |
| Schachfiguren | Anna Rudolf, Pauline Guichard, Fiona Steil-Antoni, Mathilde Congiu. |